# Crotaphytus
Crotaphytus – rodzaj zauropsydów z rodziny obróżkogwanowatych (Crotaphytidae).

## Zasięg występowania
Rodzaj obejmuje gatunki występujące w Ameryce Północnej (Stany Zjednoczone i Meksyk).

## Systematyka

### Etymologia
Crotaphytus: gr. κρoταφoς krotaphos „bok twarzy, skroń”.

### Podział systematyczny
Do rodzaju należą następujące gatunki:
- Crotaphytus antiquus Axtell & Webb, 1995
- Crotaphytus bicinctores Smith & Tanner, 1972
- Crotaphytus collaris (Say, 1822) – obróżkogwan pospolity
- Crotaphytus dickersonae Schmidt, 1922
- Crotaphytus grismeri McGuire, 1994
- Crotaphytus insularis Van Denburgh & Slevin, 1921
- Crotaphytus nebrius Axtell & Montanucci, 1977
- Crotaphytus reticulatus Baird, 1858
- Crotaphytus vestigium Smith & Tanner, 1972